# Jeffrey Otoo
Jeffrey Otoo (* 21. Januar 1998 in Accra) ist ein ghanaischer Fußballspieler auf der Position eines Flügelspielers und Stürmers. 
Seit Sommer 2016 steht er im Aufgebot von Atlanta United, das erst im Spieljahr 2017 seinen Spielbetrieb in der Major League Soccer, der höchsten nordamerikanischen Fußballliga, aufnehmen wird. Bis zu diesem Zeitpunkt wurde er bisweilen an den Kooperationspartner Charleston Battery in die United Soccer League verliehen.

## Karriere
Jeffrey Otoo wurde am 21. Januar 1998 in der ghanaischen Hauptstadt Accra geboren und begann seine Karriere als Fußballspieler noch im Kindesalter. Ab Dezember 2015 kam er für die Herrenmannschaft des ghanaischen Zweitligisten Charity Stars FC zum Einsatz und erzielte bis ins Jahr 2016 21 Tore bei 13 Ligaeinsätzen. Durch sein Talent und seine Torgefährlichkeit wurden die Verantwortlichen des zukünftigen Major-League-Soccer-Franchises Atlanta United, das ab 2017 am Spielbetrieb der höchsten nordamerikanischen Fußballliga teilnehmen wird, auf ihn aufmerksam. Nach einem Turnier im Januar 2016 in Cape Coast, an dem acht ghanaische Zweitligateams teilnahmen, fielen besonders Otoo und sein Teamkollege James Arthur auf, woraufhin den beiden Probetrainings in Italien zugesichert wurden, die daraufhin jedoch niemals stattfanden. In weiterer Folge wurde Otoos Wechsel in die USA am 1. Juni 2016 bekanntgegeben, wobei er nach Alexandros Tabakis und Junior Burgos, die beide bereits Anfang des Jahres als Verpflichtungen vorgestellt wurden, der dritte bestätigte Neuzugang in der Vereinsgeschichte war. Da er bei seiner Stammmannschaft nicht zum Einsatz kommen konnte, wurde er, wie der Rest der bereits bestätigten Neuzugänge, an diverse andere Teams verliehen, um dort bis zum Einsatz in der Major League Soccer Spielpraxis zu sammeln. Wie Alexandros Tabakis und der kurz nach Otoo bestätigte Andrew Carleton kam der Ghanaer bisweilen beim Kooperationspartner Charleston Battery in der United Soccer League, die als zweithöchste Fußballspielklasse des Landes angesehen wird, unter. Dort kam er schließlich am 14. August 2016 zu seinem Pflichtspieldebüt, als er bei der 1:3-Heimniederlage gegen den FC Montréal in der 58. Spielminute für Ricky Garbanzo eingewechselt wurde. Danach folgten im September 2016 weitere vier Ligaauftritte, wobei er jedoch in keinem davon durchspielte, sondern von Trainer Michael Anhaeuser stets als Einwechselspieler behandelt wurde.

## Spielstil
Otoo wird als starker, kraftvoller und schneller junger Spieler beschrieben. Der Linksfuß wird vor allem für seine kräftigen Schüsse gelobt und gilt auch abseits des Balles als energischer Spieler, der auch keine Zweikämpfe scheut. Des Weiteren wird auch sein selbstloser Spielstil gelobt.